# Donato Oliverio
Donato Oliverio, né le 5 mars 1956 à Cosenza (Calabre, Italie), est un prélat catholique italien de l'Église grecque-catholique italo-albanaise, éparque de Lungro depuis 2012.

## Biographie

### Formation
Donato Oliverio naît le 5 mars 1956 à Cosenza, dans une partie de l'archidiocèse de Cosenza-Bisignano, en Italie, au sein d'une famille arbëreshë et membre de l'Église catholique italo-grecque. 
Il quitte l'école primaire en 1969 et entre au séminaire Saint-Basile de Cosenza puis au séminaire de Grottaferrata, où il reçoit une éducation classique. Il déménage ensuite à Rome, où il étudie au Collège pontifical grec de Saint-Athanase et à l'Université pontificale Saint-Thomas-d'Aquin, où il obtient un baccalauréat en philosophie et en théologie. Il étudie ensuite à l'Institut pontifical oriental, où il obtient une licence en sciences ecclésiastiques orientales. Il parle couramment l'arbëreshë, l'albanais, l'italien, le grec et le français. 
Après avoir terminé ses études, il rejoint sa ville natale, où il est ordonné prêtre le 17 octobre 1982, en la cathédrale Saint-Nicolas de Myre, par Giovanni Stamati, éparque de Lungro. 

### Ministère sacerdotal
Le 8 décembre 1982, il est nommé curé et administrateur de la paroisse Saint-Joseph, dans la ville de San Benedetto Ullano, dans le hameau de Mirra, qui est de culture albanaise. L'année suivante, en 1983, il est nommé responsable de la catéchèse au sein de l'éparchie, et occupe ce poste jusqu'en 2003.
En 1985, il devient membre de l'Institut pour le clergé et, de 1988 à 2003, il exerce la charge de secrétaire de l'Institut des sciences religieuses de Lungro. En 1993, il est nommé membre du Conseil presbytéral. Il est également nommé secrétaire général de la première assemblée éparchiale de Lungro et secrétaire général du Synode interéparchial II. En 1998, il est nommé économe de l'éparchie, puis, de 2002 à 2003, il exerce la fonction de modérateur de la curie diocésaine. Parallèlement, de 2002 à 2010, il est vicaire général de l'éparchie. Enfin, le 10 août 2010, Salvatore Nunnari le nomme administrateur diocésain de l'éparchie.

### Épiscopat
Le 12 mai 2012, à la suite de la démission de Ercole Lupinacci, le pape Benoît XVI le nomme éparque de Lungro. Il est alors consacré le 1er juillet suivant par Ercole Lupinacci, assisté de Cyril Vasiľ et Salvatore Nunnari.
En 2012, lors de la Saint-Nicolas, saint patron de l'éparchie de Lungro, Donato Oliverio commémore le centenaire de l'indépendance de l'Albanie et rappelle que le peuple albanais émigré en Italie a toujours été lié à sa mère patrie, en particulier par ses liens linguistiques et religieux. Il encourage alors les jeunes à cultiver leurs connaissances sur l'Albanie.